# Akwá
Fabrice Alcebiades Maieco, plus connu sous le surnom de Akwá, est un footballeur professionnel angolais né le 30 mai 1977 à Benguela.
Il a terminé sa carrière au Petro Luanda, aux côtés de son frère Rasca, où il a retrouvé le championnat angolais qu'il a remporté en 2008 et 2009.
En octobre 2008, il a été élu membre du Parlement et est adhérent au parti MPLA.

## Carrière

### En club
- 1993-1994 : Nacional de Benguela -  Angola
- 1994-1996 : Benfica -  Portugal
- 1996-1997 : FC Alverca -  Portugal
- 1997-1998 : Académica de Coimbra -  Portugal
- 1998-1999 : Al Wakrah -  Qatar
- 1999-2001 : Al-Gharafa SC -  Qatar
- 2001-2005 : Qatar SC -  Qatar
- 2005-2006 : Al Wakrah -  Qatar
- 2007-2008 : Petro Luanda -  Angola

## Statistiques
| Saison                | Club                  | Championnat           | Championnat | Championnat | Coupe(s) nationale(s) | Coupe(s) nationale(s) | Compétition(s) continentale(s) | Compétition(s) continentale(s) | Compétition(s) continentale(s) | Coupe Crown Prince de Qatar | Coupe Crown Prince de Qatar | Coupe Sheikh Jassem du Qatar | Coupe Sheikh Jassem du Qatar | Total | Total |
| Saison                | Club                  | Division              | M.          | B.          | M.                    | B.                    | Comp.                          | M.                             | B.                             | M.                          | B.                          | M.                           | B.                           | M.    | B.    |
| 1998-1999             | Al-Wakrah SC          | 1                     | 12          | 11          | 3                     | 4                     | -                              | -                              | -                              | 2                           | 3                           | -                            | -                            | 17    | 18    |
| 1999-2000             | Al-Gharafa SC         | 1                     | 14          | 7           | 4                     | 2                     | C5                             | 4                              | 3                              | 3                           | 1                           | 5                            | 7                            | 30    | 20    |
| 2000-2001             | Al-Gharafa SC         | 1                     | 14          | 5           | 3                     | 0                     | C5                             | 2                              | 2                              | -                           | -                           | 1                            | 3                            | 20    | 10    |
| Sous-total            | Sous-total            | Sous-total            | 28          | 12          | 7                     | 2                     | -                              | 6                              | 5                              | 3                           | 1                           | 6                            | 10                           | 50    | 30    |
| 2001-2002             | Qatar SC              | 1                     | 11          | 8           | 0                     | 0                     | -                              | -                              | -                              | -                           | -                           | -                            | -                            | 11    | 8     |
| 2002-2003             | Qatar SC              | 1                     | 18          | 12          | 3                     | 0                     | C7                             | 2                              | 1                              | 2                           | 1                           | -                            | -                            | 25    | 14    |
| 2003-2004             | Qatar SC              | 1                     | 18          | 13          | 2                     | 4                     | -                              | -                              | -                              | 3                           | 1                           | -                            | -                            | 23    | 18    |
| 2004-2005             | Qatar SC              | 1                     | 25          | 11          | 1                     | 1                     | -                              | -                              | -                              | 1                           | 0                           | 2                            | 0                            | 29    | 12    |
| Sous-total            | Sous-total            | Sous-total            | 72          | 44          | 6                     | 5                     | -                              | 2                              | 1                              | 6                           | 2                           | 2                            | 0                            | 88    | 52    |
| 2005-2006             | Al-Wakrah SC          | 1                     | 12          | 4           | -                     | -                     | -                              | -                              | -                              | -                           | -                           | -                            | -                            | 12    | 4     |
| Sous-total            | Sous-total            | Sous-total            | 24          | 15          | 3                     | 4                     | -                              | -                              | -                              | 2                           | 3                           | -                            | -                            | 29    | 22    |
| Total sur la carrière | Total sur la carrière | Total sur la carrière | 124         | 71          | 16                    | 11                    | -                              | 8                              | 6                              | 11                          | 6                           | 8                            | 10                           | 167   | 104   |

### En équipe nationale
Akwá a honoré sa première sélection avec l'équipe d'Angola en janvier 1995 à l'occasion d'un match contre le Mozambique.
Il remporte trois fois la coupe COSAFA. Il a participé à trois phases finales de la CAN : en 1996, 1998 et 2006. Il a été au sommet de ses performances en 2006 avec ses cinq buts décisifs lors des éliminatoires CAN-Coupe du monde 2006. Sa grosse déception a été de ne pas marquer lors des deux compétitions.
Il n'a pas participé à la finale de la COSAFA 2006 et aux éliminatoires de la CAN 2008, parce qu'il n'avait pas de club et il ne pouvait donc pas jouer en sélection.

## Palmarès
- 78 sélections en équipe nationale (39 buts)
- Champion d'Angola en 2008 et 2009 (Petro Luanda).
- Vainqueur de la Coupe du Portugal en 1996.
- Coupe de l'Emir : 
  - Vainqueur en 2001 (Qatar SC).
  - Finaliste en 2004 (Qatar SC).
- Vainqueur de la coupe du Prince en 1999 (Al Wakrah), 2000 (Al Gharrafa), 2002 et 2004 (Qatar SC).
- Vainqueur de la Coupe Sheikh Jassem en 1999 (Al Wakrah).
- Triple vainqueur de la Coupe COSAFA en 1999, 2001 et 2004 ( Angola).
- Trophée du meilleur sportif angolais de l'année 2006[6].
- Meilleur joueur angolais évoluant à l'étranger en 1999, 2004 et 2005.
- Meilleur buteur du championnat qatari en 1999.